# 마빈 바칼로츠
마빈 바칼로츠(Marvin Bakalorz, 1989년 9월 13일, 헤센주 오펜바흐 암 마인 ~)는 독일의 축구 선수로, 현재 터키 쉬페르리그의 클럽 데니즐리스포르 소속이다.